# Sikory, Hạt Gryfice
Sikory [ɕiˈkɔrɨ] (tiếng Đức: Zicker) là một ngôi làng thuộc khu hành chính của Gmina Gryfice, thuộc quận Gryfice, West Pomeranian Voivodeship, ở phía tây bắc Ba Lan. Nó nằm khoảng 5 kilômét (3 mi)   phía bắc Gryfice và 73 km (45 mi) về phía đông bắc của thủ đô khu vực Szczecin.
Ngôi làng có dân số 57 người.
Trước năm 1637, khu vực này là một phần của Duchy of Pomerania. Đối với lịch sử của khu vực, xem Lịch sử của Pomerania.